# Жінки в Японії

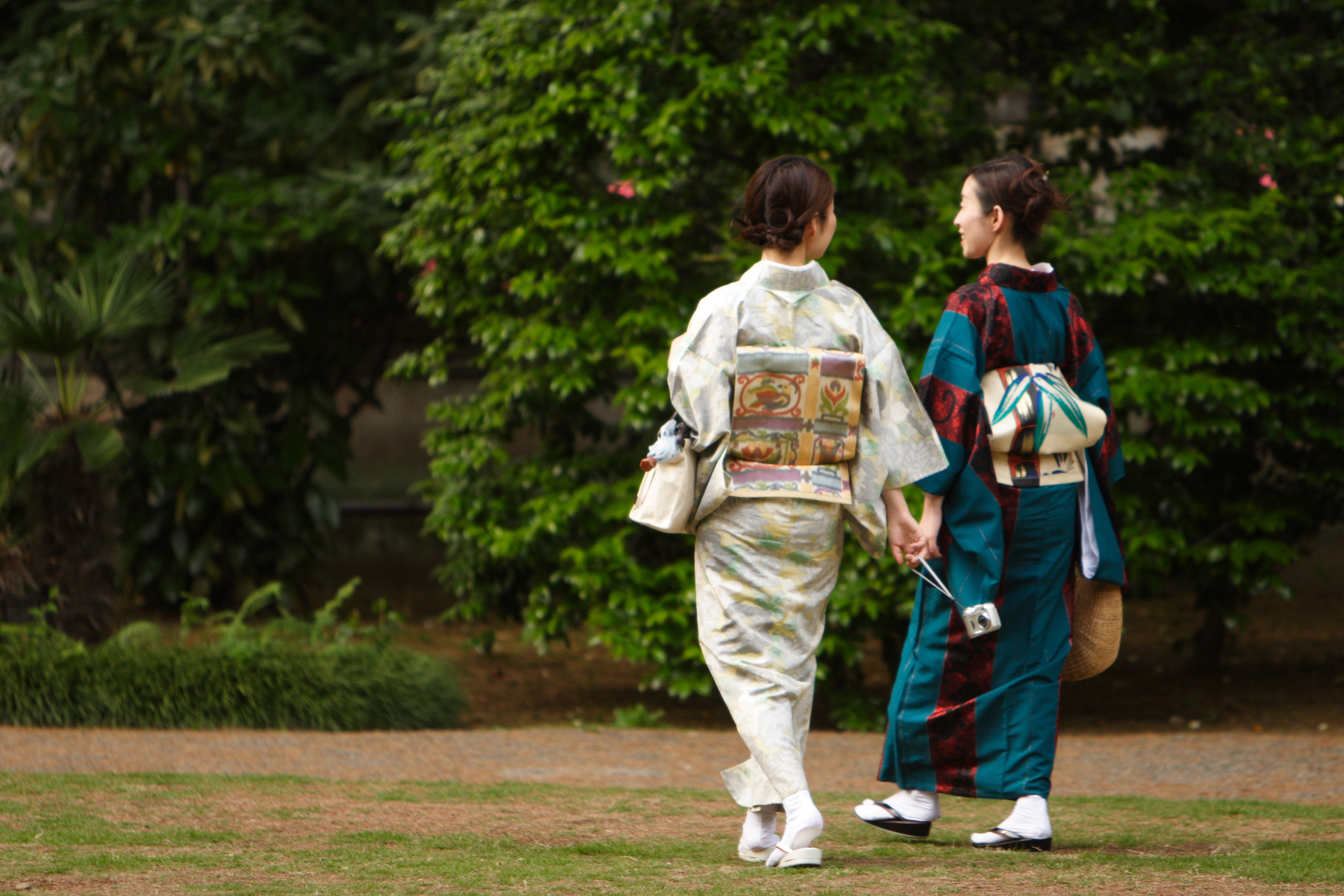
Жінки в кімоно. Токіо, Японія

Гендер був важливим принципом стратифікації всієї японської історії, але культурна розробка гендерних відмінностей змінювалася з плином часу серед різних соціальних класів.
У дванадцятому столітті (Хейан), наприклад, жінки у Японії могли успадковувати майно на своє ім'я і самостійно керувати ним. Пізніше, під феодальним урядом (сьогунат), статус жінок знизився. Селянські жінки як і раніше де-факто мали свободу пересування та прийняття рішень щодо влади, але життя вищого прошарку жінок піддавалося патрилінійності і патріархальній ідеології за підтримки уряду в рамках своїх зусиль із соціального контролю.
З періоду ранньої індустріалізації молоді жінки брали участь у роботі на заводах, працюючи в експлуататорських і шкідливих умовах, не отримавши особисту автономію. В епоху Мейдзі індустріалізація та урбанізація зменшили авторитет батьків і чоловіків, але в той же час Цивільний кодекс Мейдзі 1898 відмовив жінкам у законних правах, підпорядкувавши їх волі глав сімей. Селянські жінки були менш схильні до впливу інституціоналізації цієї тенденції, але поступово він поширився навіть на віддалені райони. У 1930-х і 1940-х рр. уряд заохочував створення об'єднань жінок, підтримував високу народжуваність і розглядав материнство як патріотичний обов'язок перед Японською імперією.
Після Другої світової війни правове становище жінок було переглянуто окупаційною владою, що включило необхідні положення про рівність людей в Конституції 1947 року та перегляд Цивільного кодексу 1948 року. Індивідуальні права отримали пріоритет над зобов'язаннями сім'ї. Жінкам нарівні з чоловіками було гарантовано право на вибір чоловіка і професії, право успадковувати та володіти власністю на своє ім'я і зберігати опіку над своїми дітьми у випадку розлучення. Жінки отримали право голосу в 1946 році. Інші повоєнні реформи відкрили навчальні заклади для жінок і вимагали, щоб жінки отримували рівну оплату за рівну працю.